# A Fülöp-szigetek az 1996. évi nyári olimpiai játékokon
A Fülöp-szigetek az egyesült államokbeli Atlantában megrendezett 1996. évi nyári olimpiai játékok egyik részt vevő nemzete volt. Az országot az olimpián 6 sportágban 12 sportoló képviselte, akik összesen 1 érmet szereztek.

## Érmesek
| Érem  | Versenyző        | Sportág   | Versenyszám |
| ----- | ---------------- | --------- | ----------- |
| Ezüst | Mansueto Velasco | Ökölvívás | Papírsúly   |

## Atlétika
Férfi
| Versenyző | Versenyszám | Eredmény | Helyezés |
| --------- | ----------- | -------- | -------- |
| Roy Vence | Maraton     | 2:37:10  | 100.     |

Női
| Versenyző  | Versenyszám | Selejtező | Selejtező | Döntő    | Döntő    |
| Versenyző  | Versenyszám | Eredmény  | Helyezés  | Eredmény | Helyezés |
| ---------- | ----------- | --------- | --------- | -------- | -------- |
| Elma Muros | Távolugrás  | 604 cm    | 29.       | kiesett  | kiesett  |

## Lovaglás
Díjugratás
| Versenyző        | Ló      | Versenyszám | Selejtező | Selejtező | Selejtező | Selejtező | Selejtező | Selejtező | Selejtező | Selejtező | Döntő   | Döntő   | Végeredmény | Végeredmény |
| Versenyző        | Ló      | Versenyszám | 1. kör    | 1. kör    | 2. kör    | 2. kör    | 2. kör    | 3. kör    | 3. kör    | 3. kör    | Döntő   | Döntő   | Végeredmény | Végeredmény |
| Versenyző        | Ló      | Versenyszám | Bünt.     | Hely.     | Bünt.     | Össz.     | Hely.     | Bünt.     | Össz.     | Hely.     | Bünt.   | Hely.   | Bünt.       | Helyezés    |
| ---------------- | ------- | ----------- | --------- | --------- | --------- | --------- | --------- | --------- | --------- | --------- | ------- | ------- | ----------- | ----------- |
| Denise Cojuangco | Chouman | Egyéni      | 9,75      | 56.       | 27,25     | 37,00     | 67.       | 26,00     | 63,00     | 70.       | kiesett | kiesett | kiesett     | kiesett     |

## Ökölvívás
| Versenyző        | Versenyszám  | Selejtező                    | Nyolcaddöntő                  | Negyeddöntő                 | Elődöntő                    | Döntő                      | Helyezés |
| Versenyző        | Versenyszám  | Ellenfél Eredmény            | Ellenfél Eredmény             | Ellenfél Eredmény           | Ellenfél Eredmény           | Ellenfél Eredmény          | Helyezés |
| ---------------- | ------------ | ---------------------------- | ----------------------------- | --------------------------- | --------------------------- | -------------------------- | -------- |
| Mansueto Velasco | Papírsúly    | Tsai Chih-Hsiu (TPE) · RSC   | Yosvany Aguilera (CUB) · 14–5 | Hamid Berhili (MAR) · 20–10 | Rafael Lozano (ESP) · 22–10 | Daniel Petrov (BUL) · 6–19 |          |
| Elias Recaido    | Légsúly      | Arson Mapfumo (ZIM) · 13–2   | Igor Samoilenco (MDA) · 12–8  | Maikro Romero (CUB) · 3–18  | kiesett                     | kiesett                    | 6.       |
| Virgilio Vicera  | Harmatsúly   | Pe Giung (KOR) · 4–8         | kiesett                       | kiesett                     | kiesett                     | kiesett                    | 17.      |
| Romeo Brin       | Könnyűsúly   | Julio González (CUB) · 13–24 | kiesett                       | kiesett                     | kiesett                     | kiesett                    | 17.      |
| Reynaldo Galido  | Kisváltósúly | Oktay Urkal (GER) · 2–19     | kiesett                       | kiesett                     | kiesett                     | kiesett                    | 17.      |

## Sportlövészet
Férfi
| Versenyző       | Versenyszám | Selejtező | Selejtező | Döntő   | Döntő    |
| Versenyző       | Versenyszám | Pont      | Helyezés  | Pont    | Helyezés |
| --------------- | ----------- | --------- | --------- | ------- | -------- |
| George Earnshaw | Trap        | 113       | 56.       | kiesett | kiesett  |
| George Earnshaw | Dupla trap  | 125       | 27.*      | kiesett | kiesett  |

* - két másik versenyzővel azonos eredményt ért el

## Tollaslabda
| Versenyző  | Versenyszám | Selejtező                              | 32-es főtábla     | Nyolcaddöntő      | Negyeddöntő       | Elődöntő          | Döntő             | Helyezés |
| Versenyző  | Versenyszám | Ellenfél Eredmény                      | Ellenfél Eredmény | Ellenfél Eredmény | Ellenfél Eredmény | Ellenfél Eredmény | Ellenfél Eredmény | Helyezés |
| ---------- | ----------- | -------------------------------------- | ----------------- | ----------------- | ----------------- | ----------------- | ----------------- | -------- |
| Amparo Lim | Női egyes   | Katarzyna Krasowska (POL) · 5–11, 6–11 | kiesett           | kiesett           | kiesett           | kiesett           | kiesett           | 33.      |

## Úszás
Férfi
| Versenyző    | Versenyszám | Előfutam | Előfutam | Előfutam | Döntő   | Döntő   | Döntő   | Helyezés |
| Versenyző    | Versenyszám | Idő      | Hely.    | Össz.    | Típus   | Idő     | Hely.   | Helyezés |
| ------------ | ----------- | -------- | -------- | -------- | ------- | ------- | ------- | -------- |
| Raymond Papa | 200 m gyors | 1:54,77  | 3.       | 35.      | kiesett | kiesett | kiesett | kiesett  |
| Raymond Papa | 100 m hát   | 57,67    | 2.       | 31.      | kiesett | kiesett | kiesett | kiesett  |
| Raymond Papa | 200 m hát   | 2:05,09  | 6.       | 25.      | kiesett | kiesett | kiesett | kiesett  |

Női
| Versenyző       | Versenyszám  | Előfutam | Előfutam | Előfutam | Döntő   | Döntő   | Döntő   | Helyezés |
| Versenyző       | Versenyszám  | Idő      | Hely.    | Össz.    | Típus   | Idő     | Hely.   | Helyezés |
| --------------- | ------------ | -------- | -------- | -------- | ------- | ------- | ------- | -------- |
| Gillian Thomson | 50 m gyors   | 28,51    | 8.       | 51.      | kiesett | kiesett | kiesett | kiesett  |
| Gillian Thomson | 100 m hát    | 1:06,12  | 6.*      | 28.*     | kiesett | kiesett | kiesett | kiesett  |
| Gillian Thomson | 200 m hát    | 2:21,36  | 4.       | 29.      | kiesett | kiesett | kiesett | kiesett  |
| Gillian Thomson | 200 m vegyes | 2:25,87  | 6.       | 38.      | kiesett | kiesett | kiesett | kiesett  |

* - egy másik versenyzővel azonos eredményt ért el